# Kulladal

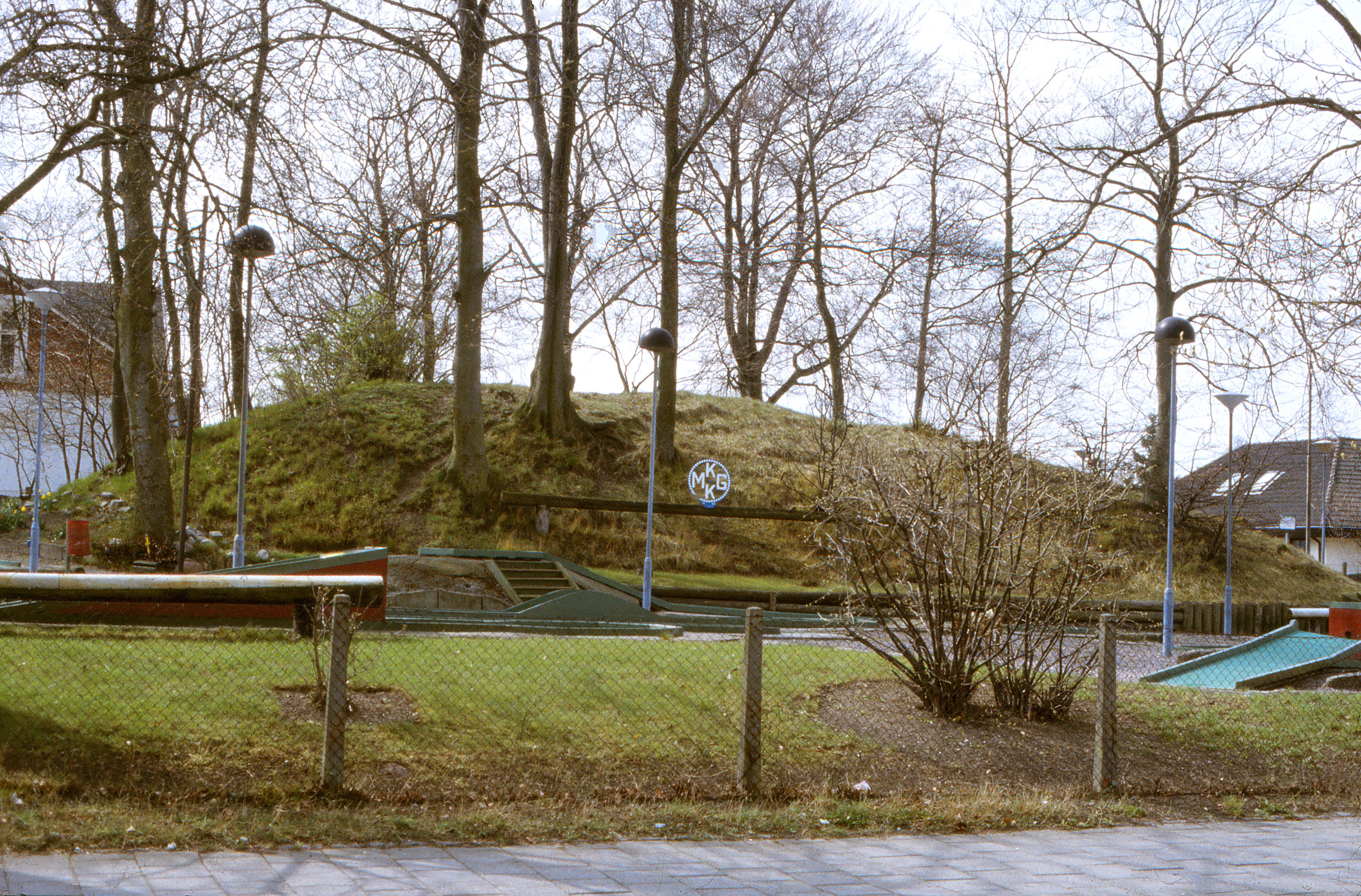
Den återstående gravhögen vid minigolfbanan.

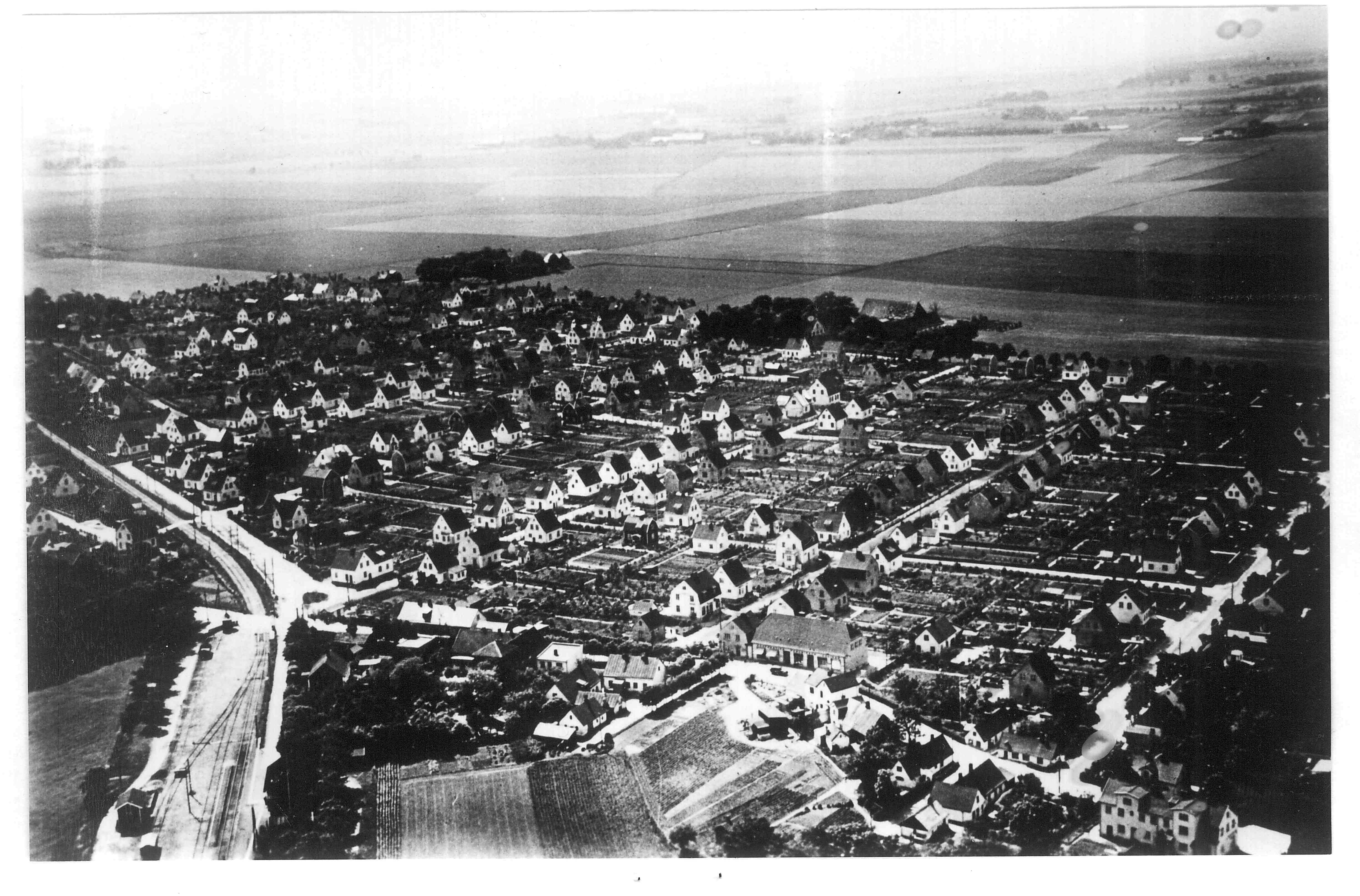
Flygfoto över Kulladal ca 1920. Nederst till vänster Kulladals järnvägsstation.

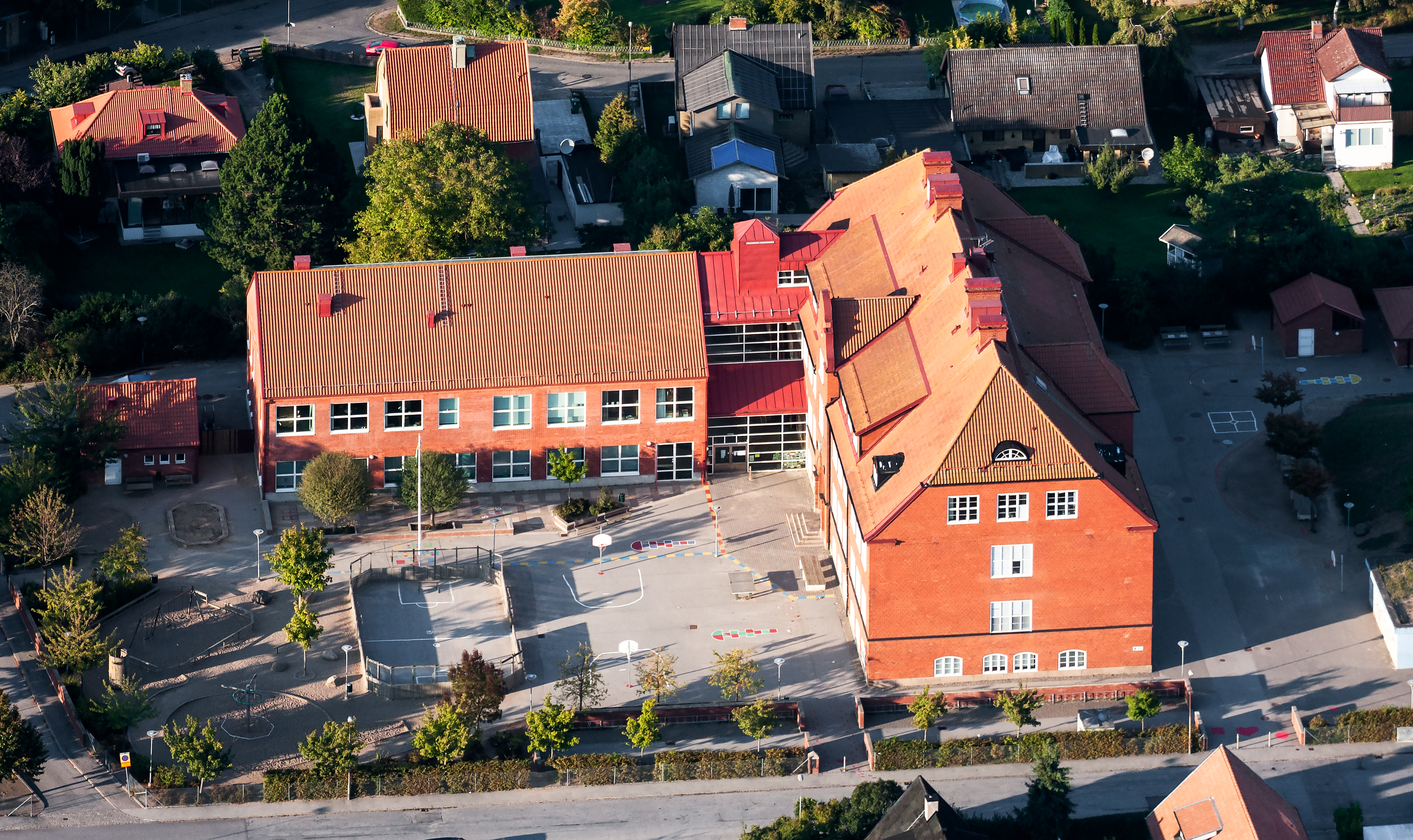
Kulladalsskolan, F–6-skola

Kulladal är ett bostadsområde i stadsdelen Hyllie i södra Malmö. Det var tidigare ett stationssamhälle kring Kulladals station, strax söder om stadsgränsen, men har varit en del av Malmö sedan 1931. Området är känt som förre statsministern Per Albin Hanssons födelseplats.
Området ligger mellan Stadiongatan och Inre Ringvägen, väster om Trelleborgsvägen och öster om Pildammsvägen. Det gränsar till Holma i väster, Söderkulla i öster, Lindeborg i söder och det expanderande Hyllievång i sydväst. Namnet etablerades på 1880-talet på grund av den främst i äldre tider kuperade terrängen och åsyftade då "Kulladalsgården" (Fosie nr 18), som innehades av tobaksfabrikören i Malmö, Christoffer Gadd.

## Historik
Bebyggelsen i Kulladal uppstod på 1800-talet utmed den viktiga landsväg som från Malmö ledde mot Trelleborg. Norr om nuvarande Blekingsborg (på nuvarande Mobiliaområdet) fanns ett stort sankmarksområde och Kulladal avgränsades förr i öster av sanka områden kring den dåvarande Korrebäcken. Den gamla landsvägen anpassades därför så att den följde terrängens höjdpartier.
”Borrebackar” (även kallade Fosie borre eller Fosie borror) var namnet på den långsträckta grusås genom Kulladal på vilken landsvägen gick fram. Namnet är känt sedan 1500-talet. Namnet har sitt ursprung i bor med betydelsen brant sluttning. Åsen förminskades kraftigt genom grustäkt för bland annat Malmö hamns utbyggnad från 1700-talet och fram till 1920–30-talen. På denna höjdsträckning fanns tre gravhögar från bronsåldern, markerade på kartor från 1763 och 1775. Av dessa finns endast den sydligaste kvar, belägen invid Kulladals minigolfbana. En kraftig urgröpning i högens mitt visar att denna blivit plundrad. Kring dessa gravhögar finns ett flertal legender nedtecknade.
Vid det skånska kriget på 1670-talet belägrades Malmö under en månad 1676 av den danska armén under ledning av kung Kristian V. Bevarade fältlägerkartor visar att kungen valde sin egen tältplats vid nuvarande korsningen Per Albin Hanssons väg–Blekingsborgsgatan. Här låg Borrebackars längsta och högsta ås parallellt med dagens Blekingsborgsgatan, Jöns Ribbersgatan och Backavägen och hade en sträckning från dagens Per Albin Hanssons väg till Fosievägen. Från denna höga terräng (högre än dagens nivå) kunde kungen och hans stab överblicka området ända ner till den dåtida staden Malmö vid kusten. Än i dag finns Malmös högsta naturliga punkt i Kulladal.
Kulladal tillhörde Hindby by, ingick i Fosie socken och var till 1931 en del av Fosie landskommun. Samma år inkorporerades Fosie med Malmö stad. Sedan 2013 hör Kulladal administrativt till Stadsområde Väster, efter att under några år tidigare ha räknats till Stadsdel Hyllie. Kulladal har i dag en blandad bebyggelse, med både villor och flerfamiljshus. En stor del av småhusbebyggelsen tillkom redan i början av 1900-talet. Kulladal var ett egnahemsområde som då tillhörde Fosie landskommun. Flerfamiljshusen, främst bostadsrätter, tillkom på 1960- och 1970-talen. Blekingsborg ligger norr om Kulladals egnahemsområde och området Per Albins hem ligger öster om de gamla villorna. I den sydöstra delen finns ett område med nyare radhus. 

### Särskilda byggnader och idrott
Utmed den gamla Trelleborgsvägen (nuvarande Per Albin Hanssons väg) uppstod i slutet av 1800-talet en enklare bebyggelse som fick namnet Jerusalem. Ordet har betydelsen fattigkvarter eller primitivare bostäder. Denna fattigbebyggelse kom att bli kärnan i samhället Kulladal. I dag finns endast ett av husen i Jerusalem kvar. I detta hus (nuvarande Per Albin Hanssons väg 91–93) föddes den blivande statsministern Per Albin Hansson den 28 oktober 1885. Hans födelsehem har restaurerats och är idag samlingslokal och ett litet museum över ett typiskt arbetarhem från sekelskiftet 1900.
Ytterligare en byggnad från 1800-talet finns kvar i Kulladal, det så kallade ”Stattena”, det vill säga ”Stå alena”. Denna byggnad var ursprungligen värdshus, blev på 1870-talet skola och efter 1923 kommunalhus. Numera är det privatägt och ingår i handelsträdgården Trädgårdspaletten. I denna skola gick Per Albin Hansson.
Kulladals järnvägsstation, som låg vid Malmö–Trelleborgs Järnväg (MTJ) och dess förgrening Falsterbobanan, var i bruk 1886–1966.
I området finns Kulladalsskolan (årskurs F–6), från 1923. År 2002 utökades skolan med ytterligare en byggnad med bland annat matsal och bibliotek. I området finns Kullavångens förskola och Per Albin hems förskola. Intill Kulladalskolan finns den numera nedlagda Civilförsvarets underjordiska ledningscentral sedan kalla krigets dagar, med flera våningsplan under marknivå. Där finns också Kulladals Snickerifabrik sedan 1940-talet. Handelsträdgården Trädgårdspaletten har sedan 1967 byggt upp en botanisk trädgård inomhus med växter och djur från hela världen.
Kulladals idrottsplats är hemmaarena för Kulladals FF. Fotbollsspelaren Stefan Schwarz, vars moderklubb är Kulladals FF, kommer från området. Fotbollsklubbens kontor är sedan 1980-talet inrymd i intilliggande "Villa Kulladal", som byggdes 1891 av tobaksfabrikören Christoffer Gadd som en del av "Kulladalsgården" och som senare fungerade som Kulladals Folkets Hus. På idrottsplatsanläggningen finns bland annat Kulladals Brottarklubb. Närmaste granne är bangolfanläggningen för Kulladals Bangolfklubb (Kulladals BK). I Kulladal finns även elitseriespelande bowlingklubben Kulladals Bowlingsällskap (Kulladals BS).

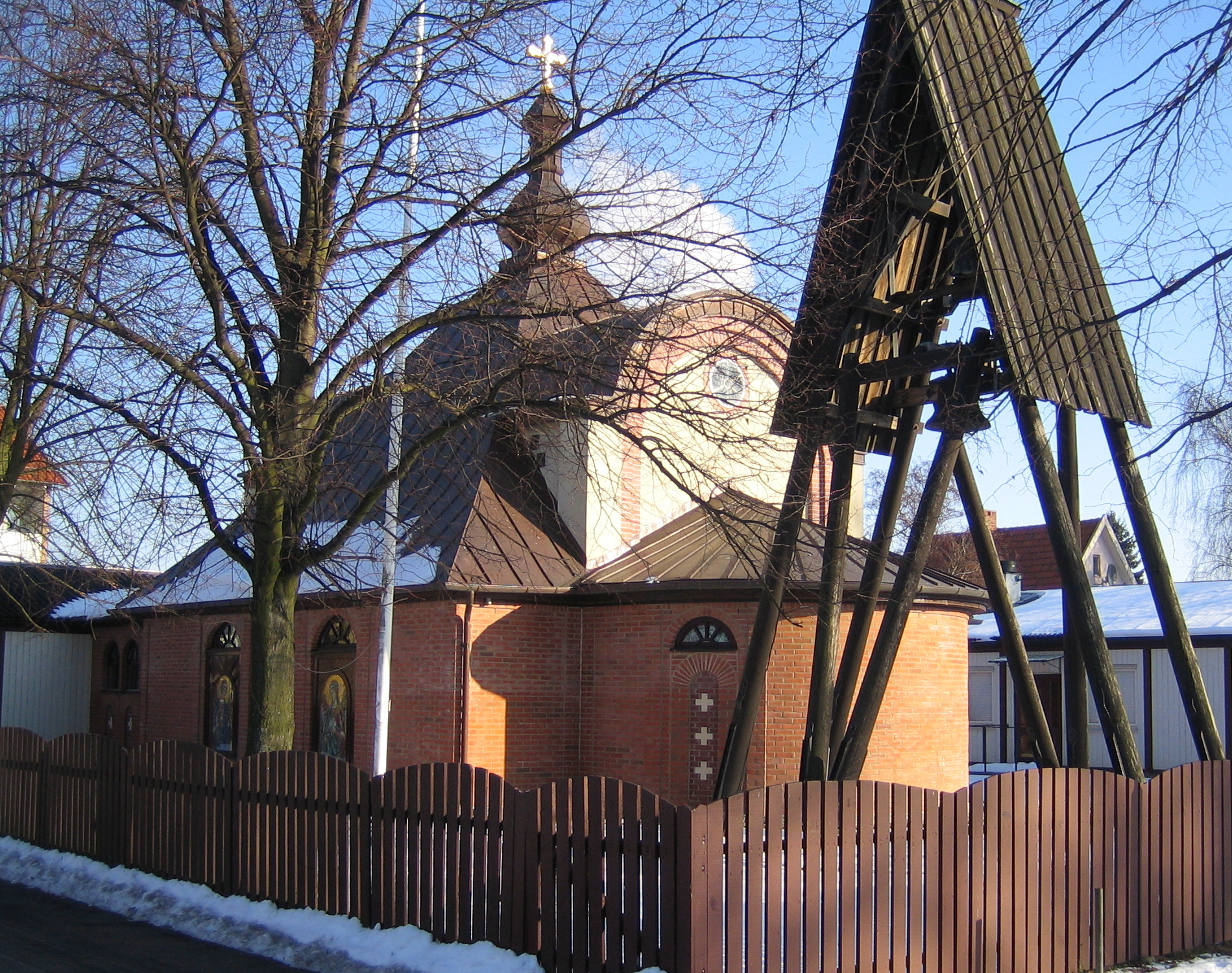
Heliga Kyrillos och Methodios kyrka

Kulladals kyrka var 1969–78 hem för Kulladals församling inom Svenska kyrkan, innan denna flyttade till den nybyggda Sankt Mikaels kyrka i det då nya området Lindeborg söder om Kulladal. Därpå övertogs Kulladals kyrka av serbisk-ortodoxa församlingen i Malmö och heter numera Heliga Kyrillos och Methodios kyrka.

## Fler delar i Kulladalsområdet
Kulladals vidare utsträckning innefattar villa- och radhusområdet Bergdala i söder och villa-/radhus- och höghusområdena Gröndal och Södertorp, inklusive det stora äldreboendet Södertorpsgården, i nordväst.

### Per Albins hem

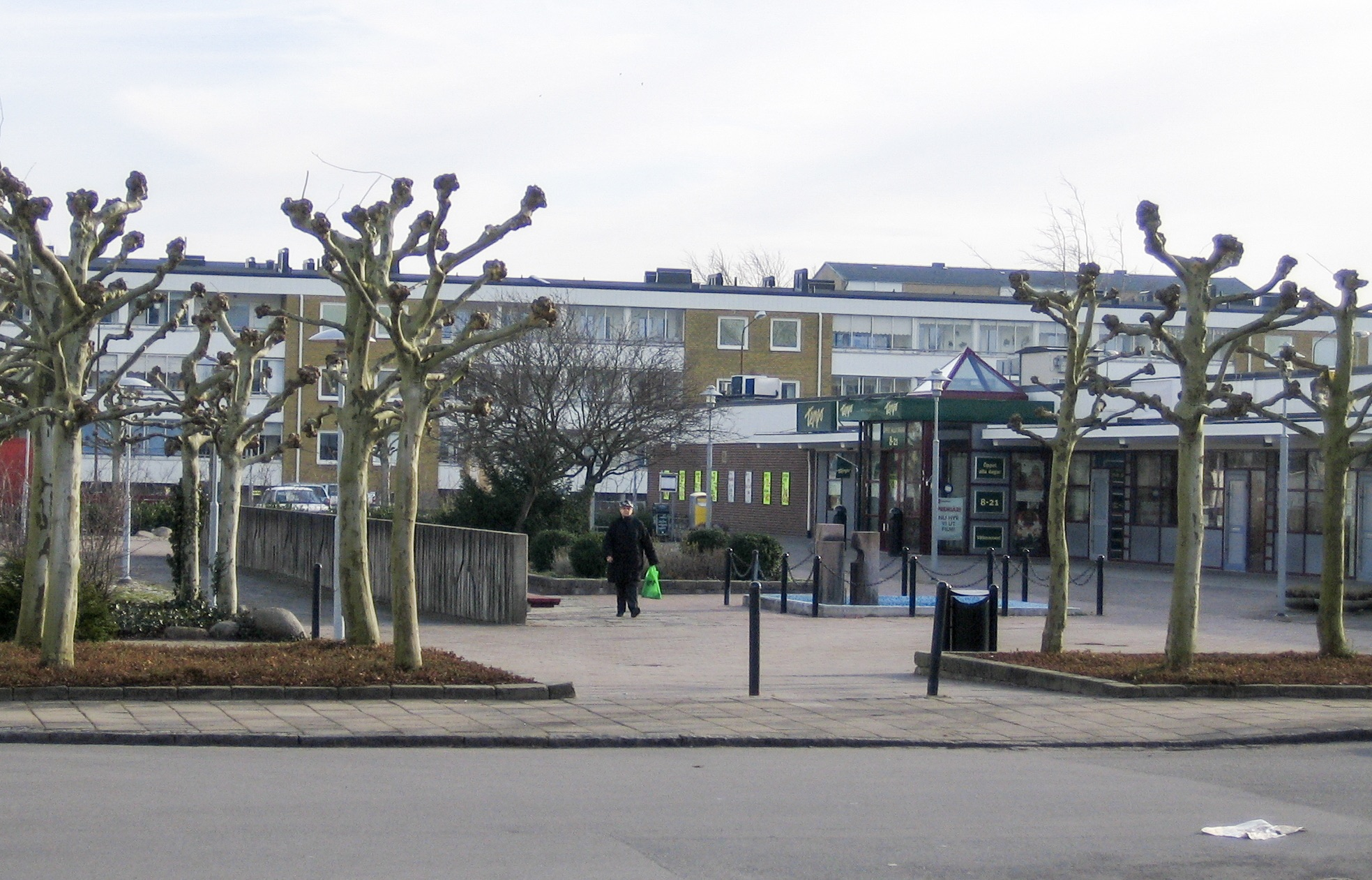
Området Per Albins hem, centrum

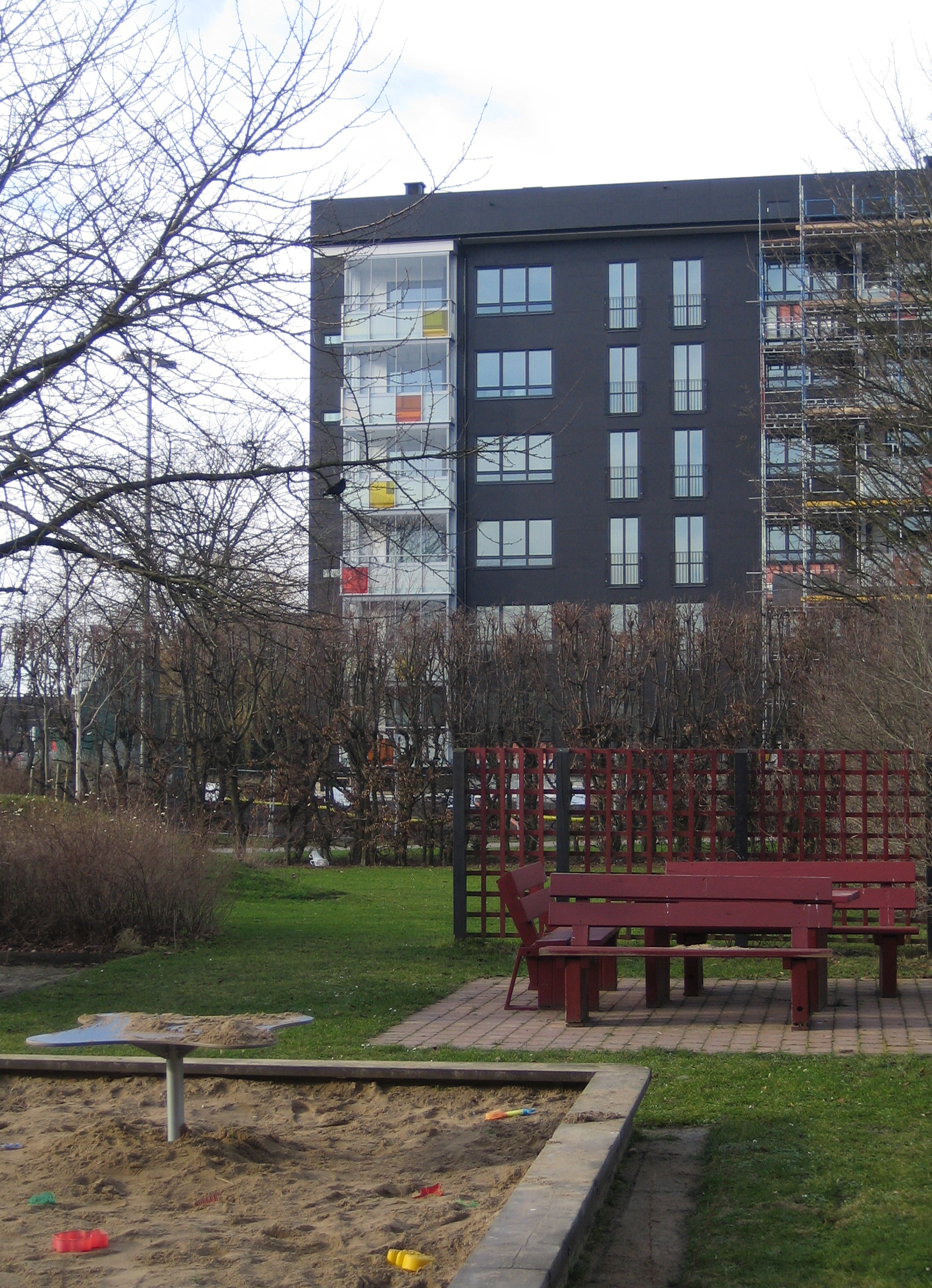
Sentida bostadshus på Kulladal

Per Albins hem är ett höghusområde i östra Kulladal. I likhet med resten av Kulladal var området Per Albins hem så sent som i generalplanen 1956 avsett att bebyggas med småhus. År 1964 fastställdes en "utåtvänd" stadsplanelösning för Per Albins hem, där i stället en höghusbebyggelse grupperades kring en butiksbyggnad med parkeringsgarage. Runt bostäderna skulle det finnas fria ytor för lek och rekreation. Bostäderna består av tre- och åttavåningshus och enplans radhus. Området omfattar cirka 750 lägenheter och flerbostadshus och det finns en parkering för 1180 bilar. En gång- och cykelväg runt området skapar bilfri tillgänglighet. 
Per Albins hem ritades 1964 av HSB:s arkitektkontor i Malmö. HSB var byggherre genom de två bostadsrättsföreningarna Kulladal och Per Albins hem. Även garaget och butiksbyggnaden är utförda i samma regi. Vid Per Albin Hanssons väg är lägenheterna anpassade till 1960-talets barnfamiljer. De flesta är trerummare. Det finns mycket få ettor och något fler tvåor. Samtliga lägenheter är bostadsrätter.

### Blekingsborg

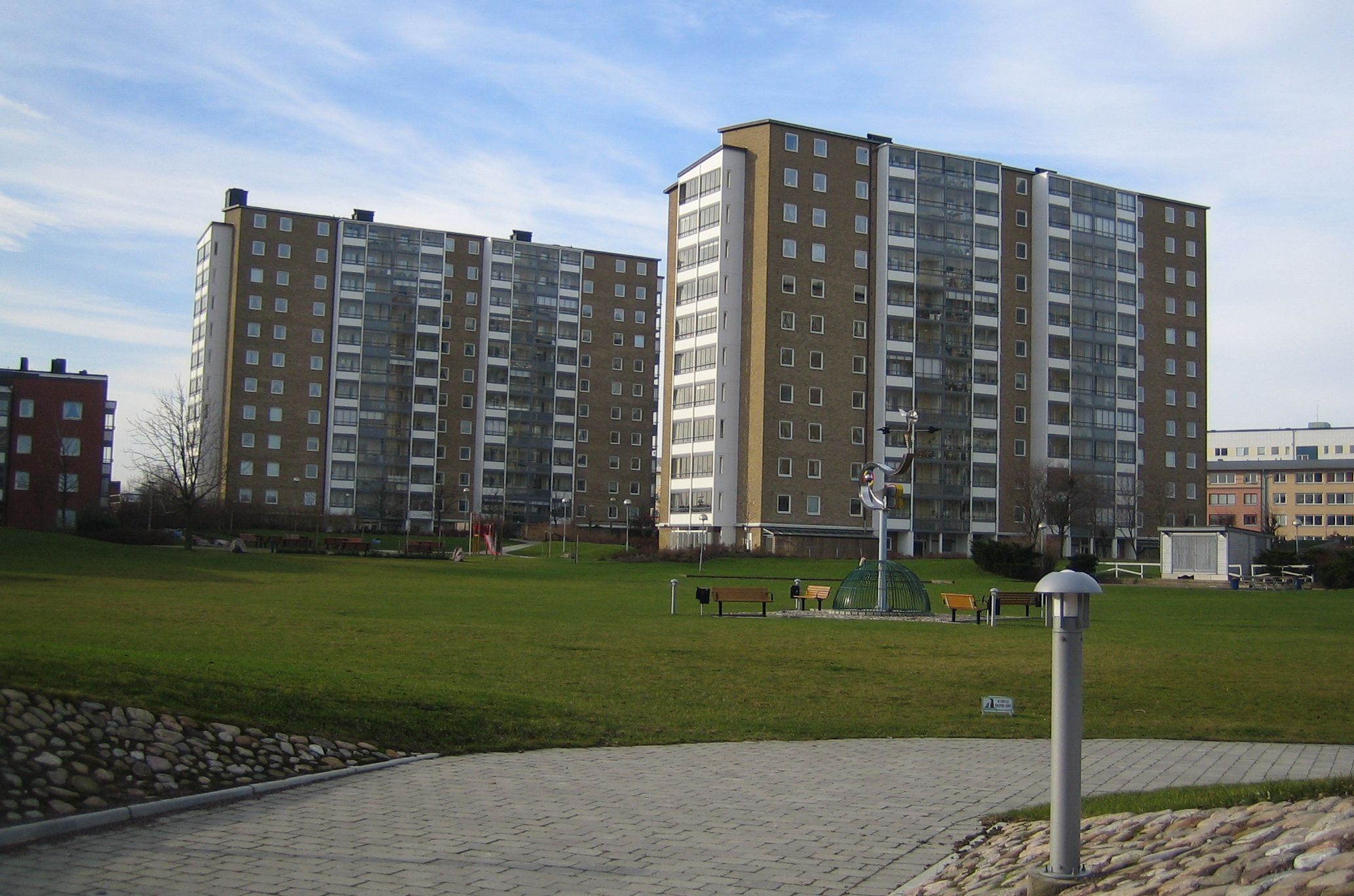
Blekingsborg

Blekingsborg är ett höghusområde i norr gränsande till det egentliga Kulladal. Stadsplanechefen Gunnar Lindman upprättade 1955 en ny stadsplan för utbyggnaden av bostäder i området. Planen omfattade både den sydvästra delen av Heleneholm (Eriksfält) och nuvarande Blekingsborg. Utformningen gjordes i samarbete med arkitekterna Sten Samuelson, Bror Thornberg, Fritz Jaenecke och Thorsten Roos. Trelleborgsvägen var vid den tiden bara en enkel landsväg, men man förberedde att bygga ut den till dagens fyrfiliga motorvägssystem. Bostäderna i Blekingsborgs kvarter är ritade 1956 för HSB på Malmös arkitektkontor. HSB:s bostadsrättsföreningar Blekingsborg och Eriksfält var byggherrar. Vid Stadiongatan lät Malmö stad uppföra ett barndaghem ritat av Sture Kelfve 1957. 
Bebyggelsen på Blekingsborg, som är kvarter nr. 99 i Malmö, skulle komplettera Kulladal med butiker på bottenvåningen i alla höghus. Det skulle finnas apotek, läkar- och tandläkarmottagningar och ett daghem i den norra delen. På Blekingsborg finns 574 lägenheter där storleken varierar från ett till sju rum och kök. Namnet Blekingsborg kommer från plantagelyckan (plantagelyckorna i Malmö döptes efter Sveriges dåvarande landskap) Blekinge som låg mellan Mobilias södra fasad i norr och Stadiongatan / Eriksfältsgatan i söder, i väster gränsade den till dagens Per Albin Hanssons väg och i öster till dagens Trellebordsvägen. Fram till byggandet av dagens bostadsområde var platsen inte bebyggd utan var allmänning på Hindby bys ägor.
I Blekingsborg är servicen begränsad till en livsmedelsbutik, tobaksbutik, flera frisörer och en cykelaffär. På andra sidan Stadiongatan finns däremot det stora köpcentret Mobilia med ett flertal affärer samt apotek, post och systembolag. Mobilia har funnits där i de förra textilindustri-byggnaderna sedan 1970-talet och 2010–2014 genomfördes en omfattande förändring med utbyggnad av bostäder, helt nya butiks- och restaurangkomplex och parkeringshus.
Med ett bilfritt inre är Blekingsborg ett utifrånmatat område. Parkering sker bland annat i två underjordiska garage mellan tolvvåningshusen. Genom Kulladal–Blekingsborg, längs Per Albin Hanssons väg går två busslinjer till Malmö centrum.